# Absolutely Fabulous: The Movie
Absolutely Fabulous: The Movie (bra Absolutely Fabulous: O Filme) é um filme britano-estadunidense de 2016, do gênero comédia, dirigido por Mandie Fletcher, com roteiro inspirado na sitcom Absolutely Fabulous.

## Elenco
| - Jennifer Saunders - Edina "Eddy" Monsoon - Joanna Lumley - Patsy Stone - Julia Sawalha - Saffron "Saffy" Monsoon - June Whitfield - Mãe - Jane Horrocks - Bubble - Kathy Burke - Magda - Celia Imrie - Claudia Bing - Janette Tough - Huki Muki | \| - Kate Moss[4] - Emma Bunton[4] - Lulu[4] - Jerry Hall[6] - Lily Cole[6] - Chris Colfer[7] - Harry Styles[4] \| - Kelly Hoppen[4] - Kim Kardashian[4][7] - Joan Collins[7][8] - Rylan Clark[9] - Rebel Wilson[10] - Jean Paul Gaultier[11] - Cara Delevingne[12] \| \| |  |
| - Kate Moss - Emma Bunton - Lulu - Jerry Hall - Lily Cole - Chris Colfer - Harry Styles | - Kelly Hoppen - Kim Kardashian - Joan Collins - Rylan Clark - Rebel Wilson - Jean Paul Gaultier - Cara Delevingne |  |